# Synapturanus rabus
Synapturanus rabus es una especie de anfibio anuro de la familia Microhylidae. Se encuentra en las selvas tropicales del sudeste de Colombia y este de Ecuador entre los 200 y los 600 m s. n. m.